# Карабинер
 Тази статия е за осигурителното приспособление.  За военнослужещите вижте Карабинери.  
Карабинерът (на английски: carabiner или karabiner, „карабѝнър“) е приспособление, използвано като крепежен елемент главно при катерене, но и за други екстремни спортове и нужди.
Представлява метална халка, която може да се отваря посредством муфа с резба, пружина или винт. Служи за спускане, осигуряване и като съединително звено на различни части, обикновено въжета. Използва се най-вече в спортове като алпинизъм и ветроходство. Патентът за карабинера е даден през 1906 година.
Най-разпространените видове карабинери са овалните, триъгълните, трапецовидните (D-образни), асиметричните и други. Тези, които се използват в промишления алпинизъм, индустрията и в някои специализирани спасителни акции, където се изисква по-голяма здравина, се изработват от стомана. В алпинизма се използват предимно карабинери от дуралуминий или други специални сплави на алуминия. Те са напълно надеждни, имат достатъчна здравина и същевременно са леки. Има също карабинери, направени от титан и сплавите му, но поради някои неблагоприятни свойства на този метал, свързани с поведението му при ниски температури и рязката промяна в здравината му при поява на малки механични дефекти, разпространението им в последно време е ограничено.
Всички карабинери, използвани в алпинизма, трябва да отговарят на изискванията за безопасност на UIAA (Union Internationale des Associations d'Alpinisme) и са маркирани със знака на организацията.
Алуминиевите се използват при любителски спортове или дори като ключодържатели. Те са много по-леки, но могат да издържат на известни натоварвания. Основните им размери са от порядъка на няколко сантиметра.